# Saint-Jean-le-Vieux (Ain)
Pour les articles homonymes, voir Saint-Jean-le-Vieux et Saint-Jean.
Saint-Jean-le-Vieux est une commune française, située dans le département de l'Ain en région Auvergne-Rhône-Alpes.

## Géographie
Saint-Jean-le-Vieux est un petit village du département de l'Ain situé sur la route reliant Lyon et Genève.
La commune compte plusieurs hameaux : Cheminant, Hauterive, le Battoir, Pont Rompu, Varey et Sécheron.

### Climat
Pour des articles plus généraux, voir Climat d'Auvergne-Rhône-Alpes et Climat de l'Ain.
En 2010, le climat de la commune est de type climat des marges montargnardes, selon une étude du CNRS s'appuyant sur une série de données couvrant la période 1971-2000. En 2020, Météo-France publie une typologie des climats de la France métropolitaine dans laquelle la commune est dans une zone de transition entre le climat semi-continental et le climat de montagne et est dans une zone de transition entre les régions climatiques « Bourgogne, vallée de la Saône » et « Jura ».
Pour la période 1971-2000, la température annuelle moyenne est de 11,4 °C, avec une amplitude thermique annuelle de 18,1 °C. Le cumul annuel moyen de précipitations est de 1 187 mm, avec 10,7 jours de précipitations en janvier et 7,7 jours en juillet. Pour la période 1991-2020, la température moyenne annuelle observée sur la station météorologique de Météo-France la plus proche, « Ambérieu », sur la commune de Château-Gaillard à 9 km à vol d'oiseau, est de 11,9 °C et le cumul annuel moyen de précipitations est de 1 117,5 mm,. Pour l'avenir, les paramètres climatiques de la commune estimés pour 2050 selon différents scénarios d'émission de gaz à effet de serre sont consultables sur un site dédié publié par Météo-France en novembre 2022.

## Urbanisme

### Typologie
Au 1er janvier 2024, Saint-Jean-le-Vieux est catégorisée bourg rural, selon la nouvelle grille communale de densité à 7 niveaux définie par l'Insee en 2022.
Elle appartient à l'unité urbaine de Jujurieux, une agglomération intra-départementale dont elle est une commune de la banlieue,. Par ailleurs la commune fait partie de l'aire d'attraction d'Ambérieu-en-Bugey, dont elle est une commune de la couronne,. Cette aire, qui regroupe 15 communes, est catégorisée dans les aires de moins de 50 000 habitants,.

### Occupation des sols
L'occupation des sols de la commune, telle qu'elle ressort de la base de données européenne d’occupation biophysique des sols Corine Land Cover (CLC), est marquée par l'importance des territoires agricoles (62,2 % en 2018), en diminution par rapport à 1990 (65,8 %). La répartition détaillée en 2018 est la suivante :
terres arables (45,2 %), forêts (24,9 %), prairies (12,1 %), zones urbanisées (9,3 %), zones agricoles hétérogènes (5 %), mines, décharges et chantiers (2,3 %), zones industrielles ou commerciales et réseaux de communication (0,8 %), eaux continentales (0,5 %).
L'évolution de l’occupation des sols de la commune et de ses infrastructures peut être observée sur les différentes représentations cartographiques du territoire : la carte de Cassini (XVIIIe siècle), la carte d'état-major (1820-1866) et les cartes ou photos aériennes de l'IGN pour la période actuelle (1950 à aujourd'hui).

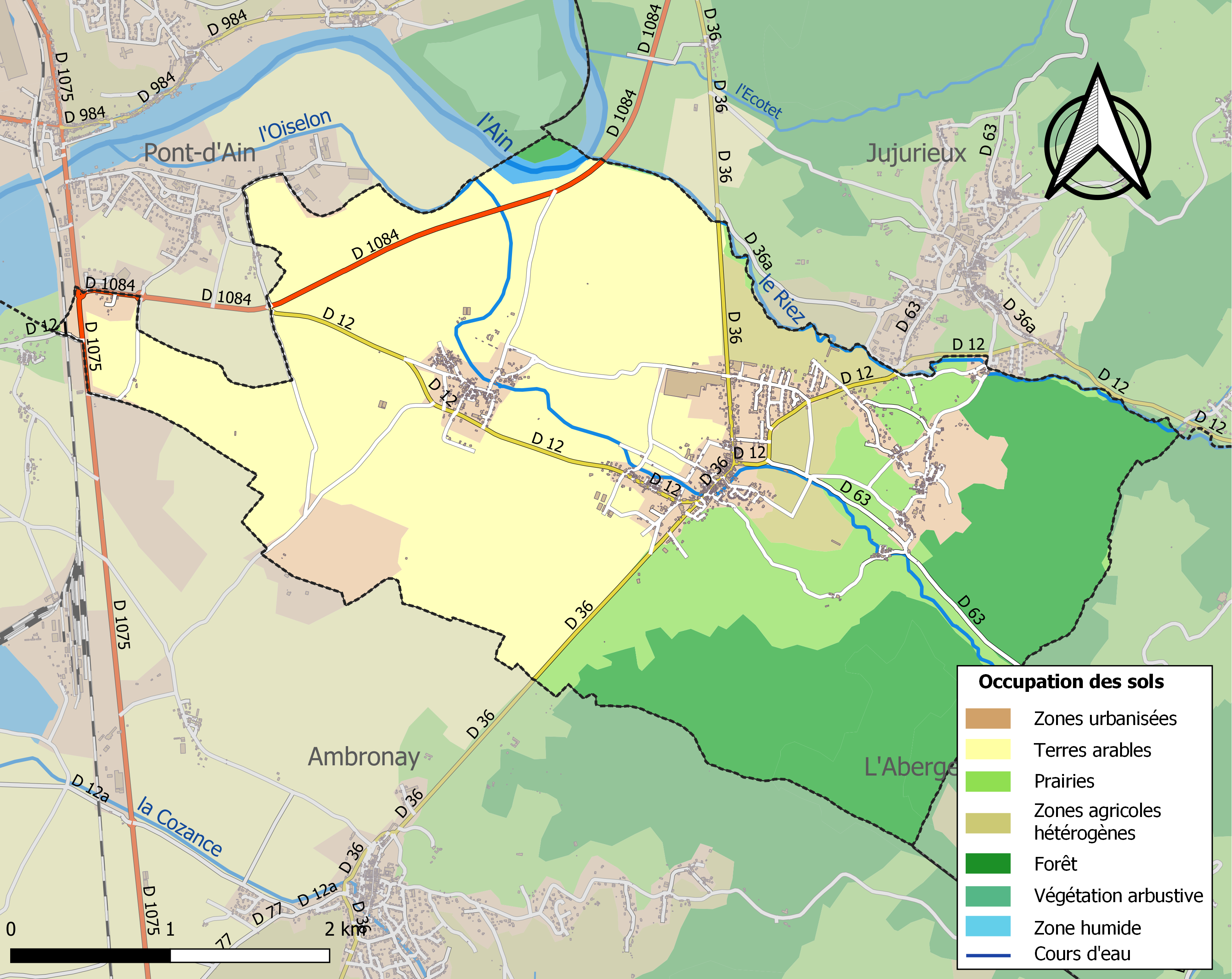
Carte des infrastructures et de l'occupation des sols de la commune en 2018 (CLC).

## Histoire
Pendant la Révolution française, Saint-Jean-le-Vieux prend le nom révolutionnaire de Vieux-d'Oizellon ou Vieux-d'Oisellon,

## Politique et administration

### Découpage territorial
La commune de Saint-Jean-le-Vieux est membre de la communauté de communes Rives de l'Ain - Pays du Cerdon, un établissement public de coopération intercommunale (EPCI) à fiscalité propre créé le 1er janvier 2012 dont le siège est à Jujurieux. Ce dernier est par ailleurs membre d'autres groupements intercommunaux.
Sur le plan administratif, elle est rattachée à l'arrondissement de Nantua, au département de l'Ain et à la région Auvergne-Rhône-Alpes. Sur le plan électoral, elle dépend du  canton de Pont-d'Ain pour l'élection des conseillers départementaux, depuis le redécoupage cantonal de 2014 entré en vigueur en 2015, et de la cinquième circonscription de l'Ain  pour les élections législatives, depuis le dernier découpage électoral de 2010.

### Administration municipale

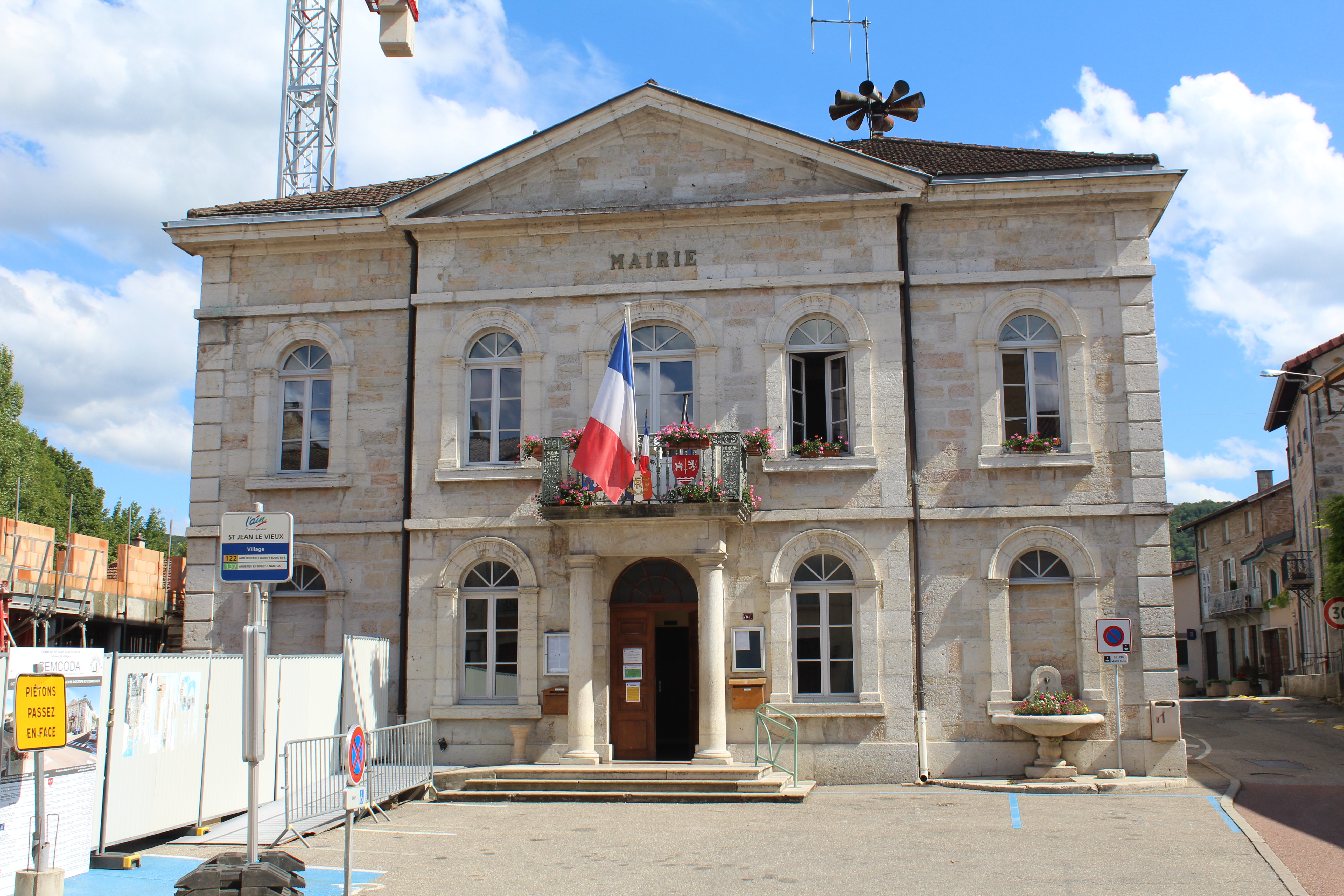
Mairie.

| Période                                  | Période   | Identité                                                          | Étiquette | Qualité                                                |
| ---------------------------------------- | --------- | ----------------------------------------------------------------- | --------- | ------------------------------------------------------ |
| maire en 1837                            | ?         | Baron Georges Honoré Anthelme Passerat de la Chapelle (1779-1865) |           | Militaire - baron d'Empire conseiller d'arrondissement |
| 1945                                     | 1977      | Louis Emeyriat                                                    |           |                                                        |
| mars 1977                                | juin 1995 | Philippe Petitbon                                                 |           |                                                        |
| juin 1995                                | mars 2014 | Jean-Luc Orset                                                    |           |                                                        |
| mars 2014                                | En cours  | Christian Batailly                                                | UDI (PR)  |                                                        |
| Les données manquantes sont à compléter. |           |                                                                   |           |                                                        |

## Démographie
L'évolution du nombre d'habitants est connue à travers les recensements de la population effectués dans la commune depuis 1793. Pour les communes de moins de 10 000 habitants, une enquête de recensement portant sur toute la population est réalisée tous les cinq ans, les populations de référence des années intermédiaires étant quant à elles estimées par interpolation ou extrapolation. Pour la commune, le premier recensement exhaustif entrant dans le cadre du nouveau dispositif a été réalisé en 2004.
En 2022, la commune comptait 1 799 habitants, en évolution de +5,89 % par rapport à 2016 (Ain : +5,15 %, France hors Mayotte : +2,11 %).
| 1793  | 1800  | 1806  | 1821  | 1831  | 1836  | 1841  | 1846  | 1851  |
| ----- | ----- | ----- | ----- | ----- | ----- | ----- | ----- | ----- |
| 1 310 | 1 410 | 1 392 | 1 610 | 1 579 | 1 535 | 1 622 | 1 554 | 1 550 |

| 1856  | 1861  | 1866  | 1872  | 1876  | 1881  | 1886  | 1891  | 1896  |
| ----- | ----- | ----- | ----- | ----- | ----- | ----- | ----- | ----- |
| 1 449 | 1 559 | 1 662 | 1 586 | 1 602 | 1 613 | 1 658 | 1 404 | 1 413 |

| 1901  | 1906  | 1911  | 1921  | 1926  | 1931  | 1936  | 1946  | 1954  |
| ----- | ----- | ----- | ----- | ----- | ----- | ----- | ----- | ----- |
| 1 471 | 1 364 | 1 271 | 1 202 | 1 128 | 1 169 | 1 106 | 1 048 | 1 111 |

| 1962  | 1968  | 1975  | 1982  | 1990  | 1999  | 2004  | 2006  | 2009  |
| ----- | ----- | ----- | ----- | ----- | ----- | ----- | ----- | ----- |
| 1 039 | 1 083 | 1 024 | 1 061 | 1 274 | 1 450 | 1 504 | 1 533 | 1 601 |

| 2014  | 2019  | 2022  | - | - | - | - | - | - |
| ----- | ----- | ----- | - | - | - | - | - | - |
| 1 664 | 1 772 | 1 799 | - | - | - | - | - | - |

## Culture et patrimoine

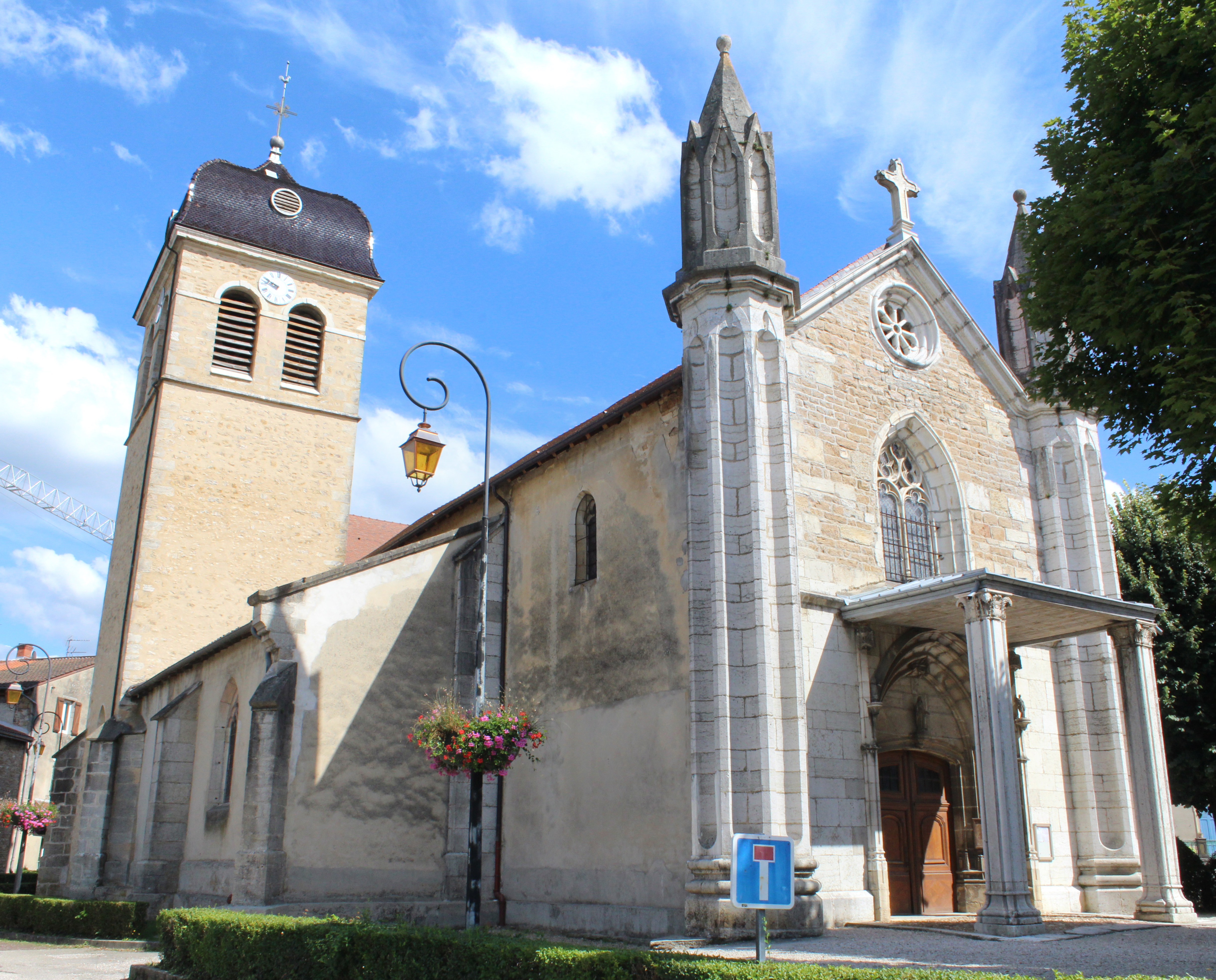
Église Saint-Jean-Baptiste.

### Lieux et monuments
- Château de Varey, à 1,1 km est-sud-est du bourg. En 1188, Humbert de Thoire en fait aveu à l'empereur germanique. En 1325, le comte de Savoie tente sans succès de s'en emparer, son armée est défaite par le dauphin de Viennois accouru au secours de la place. Il est acquis avec le Dauphiné par le roi de France qui l'échange en 1354 avec la Savoie. très endommagé en 1793, il est restauré au milieu du XIXe siècle[22].
- Église Saint-Jean-Baptiste.
- Chapelle Saint-Hubert de Hauterive.

### Personnalités liées à la commune
- Henri Brun (Saint-Jean-le-Vieux 1816 - 1887), sculpteur.
- François de Labouchère (Saint-Jean-le-Vieux 1917 - 1942), aviateur, Compagnon de la Libération.
- Robert de Bonnefoy (Saint-Jean-le-Vieux 1894 - 1946), as français de la Première Guerre mondiale

### Héraldique
| Blason | Blasonnement : De gueules à l'épée d'or garnie d'argent, adextrée d'un agneau pascal du même, le pennon chargé d'une croisette du champ, senestrée d'un lion d'hermine et soutenue d'une jumelle ondée d'argent. |